# شوان هاوهی
شوان هاوهی (انگلیسی: Siobhán Haughey؛ ‎/ʃəˈvɔːn ˈhɔːhi/‎ shə-VAWN HAW-hee; چینی: 何詩蓓؛ زادهٔ ۳۱ اکتبر ۱۹۹۷) شناگر زن اهل هنگ کنگ است.
وی در مسابقات کشوری و بین‌المللی در مجموع برندهٔ ۳ مدال طلا، ۵ مدال نقره، ۹ مدال برنز شده‌است.